# Ormuz I
Ormuz I (en persa, هرمز یکم; ¿? - 273) fue rey del Imperio sasánida. Su reinado duró desde el 272 hasta el 273. 

## Contexto histórico
Ormuz I fue el hijo menor de Sapor I (rey en el período 241-272), durante el reinado del cual sirvió como gobernador en Jorasán, y aparece en sus guerras contra Roma. Se sabe muy poco de su reinado.

## Tradición persa
En la tradición persa de la historia de Ardashir I (rey en 226-241), Ormuz I aparece como el hijo de una hija de Mitrak, una dinastía persa cuya familia hizo desaparecer Ardashir porque los magos le habían augurado que de su sangre nacería el restaurador del imperio persa. Según la tradición, sólo la hija se salvó al ser escondida por un campesino. Su hijo Sapor I la vio y la hizo su mujer, tras lo cual nació Ormuz I, que fue reconocido por su abuelo Ardashir.
En esta leyenda, las grandes conquistas de Sapor I fueron transferidas a Ormuz I, aunque en realidad sólo reinó un año y diez días.
| Predecesor: Sapor I | Rey del Imperio sasánida 272-273 | Sucesor: Bahram I |